# Gazoldo degli Ippoliti
Gazoldo degli Ippoliti là một đô thị tại tỉnh Mantova trong vùng Lombardia của Italia, có vị trí cách khoảng 110 km về phía đông của Milano và khoảng 15 km về phía tây của Mantova. Tại thời điểm ngày 31 tháng 12 năm 2004, đô thị này có dân số 2.619 người và diện tích là 12.9 km².
Gazoldo degli Ippoliti giáp các đô thị: Castellucchio, Ceresara, Marcaria, Piubega, Redondesco, Rodigo.